# Winkelstedt (Kalbe)
Winkelstedt ist Ortschaft und Ortsteil der Stadt Kalbe (Milde) im Altmarkkreis Salzwedel in Sachsen-Anhalt.

## Geographie

### Lage
Winkelstedt, ein Rundplatzdorf mit Kirche, liegt zwischen Kakerbeck und Kalbe (Milde) in der Altmark an der oberen Milde.
Seit 1972 ist die Graureiherkolonie Winkelstedt im Wald südöstlich des Dorfes als Flächennaturdenkmal geschützt.

### Ortschaftsgliederung
Zur Ortschaft Winkelstedt gehören die Ortsteile Winkelstedt, Faulenhorst und Wustrewe.

## Geschichte

### Mittelalter bis 19. Jahrhundert
Das hufeisenförmig angelegte Rundlingsdorf Winkelstedt wurde erst im Jahre 1311 als Wynkelstede erwähnt. Bis 1425 hatte das Kloster Neuendorf hier Besitz. Weitere Nennungen sind 1425 dat dorp Winckelstede, 1472 Winckelstede, 1687 Winckelstedte und 1804 Winkelstedt am Werder, Dorf mit Hopfenanbau, in Besitz der von Alvensleben auf Weteritz.
Bei der Bodenreform wurden 1945 ermittelt: zwei Besitzung über 100 Hektar hatten zusammen 220 Hektar, 26 Besitzungen unter 100 Hektar hatten zusammen 344, eine Kirchenbesitzung hatte 5 Hektar, die Gemeinde besaß 2 Hektar Land. Enteignet wurden 220 Hektar und aufgeteilt an 4 landarme Bauern, einen landlosen Bauern und Kleinpächter, einen Landarbeiter und an 3 Umsiedler. Im Jahre 1953 entstand die erste Landwirtschaftliche Produktionsgenossenschaft vom Typ III, die LPG „Aufbau des Sozialismus“. Sie wurde noch 1953 an die LPG Typ III „Friedrich Engels“ in Wustrewe angeschlossen.

### Herkunft des Ortsnamens
Franz Mertens leitet den Namen ab vom althochdeutschen „winkil“, für eine von Bergen, Sümpfen eingeschlossene Gegend, das Dorf war früher nur von einer Seite zugänglich.

### Frühere Erwähnung 1187
Der Historiker Peter Rohrlach schreibt dazu: „Die von Zahn hierher gestellte Erwähnung von 1178 betrifft das andere Winkelstedt.“ Das Verzeichnis von Moritz Wilhelm Heffter zum Codex diplomaticus Brandenburgensis unterscheidet die beiden Dörfer nicht.

### Eingemeindungen
Ursprünglich gehörte das Dorf zum Salzwedelischen Kreis der Mark Brandenburg in der Altmark. Zwischen 1807 und 1810 lag der Ort im Kanton Zichtau auf dem Territorium des napoleonischen Königreichs Westphalen. Nach weiteren Änderungen gehörte die Gemeinde ab 1816 zum Kreis Gardelegen, dem späteren Landkreis Gardelegen.
Am 20. Juli 1950 wurde die bis dahin eigenständige Gemeinde Wustrewe eingegliedert.
Am 25. Juli 1952 wurde die Gemeinde Winkelstedt in den Kreis Kalbe (Milde) umgegliedert. Am 21. Dezember 1973 wurde sie in die Gemeinde Kakerbeck eingemeindet. Am 1. Juli 1984 wurde die Gemeinde wieder errichtet durch die Ausgliederung des Ortsteils Winkelstedt aus der Gemeinde Kakerbeck. Am gleichen Tag wurde Faulenhorst nach Winkelstedt eingemeindet. Am 1. August 1988 wurde Winkelstedt vom Kreis Kalbe (Milde) in den Kreis Gardelegen umgegliedert.
Durch einen Gebietsänderungsvereinbarung beschlossen die Gemeinderäte der Gemeinden Stadt Kalbe (Milde) (am 8. Mai 2008), Altmersleben (am 14. Mai 2008), Güssefeld (am 6. Mai 2008), Kahrstedt (am 7. Mai 2008), Neuendorf am Damm (am 2. Mai 2008), Wernstedt (am 13. Mai 2008) und Winkelstedt (am 13. Mai 2008), dass ihre Gemeinden aufgelöst und zu einer neuen Stadt Kalbe (Milde) vereinigt werden. Dieser Vertrag wurde vom Landkreis als unterer Kommunalaufsichtsbehörde genehmigt und trat am 1. Januar 2009 in Kraft.
Nach Umsetzung der Vereinigungsvereinbarung der bisher selbstständigen Gemeinde Winkelstedt wurden Winkelstedt, Faulenhorst und Wustrewe Ortsteile der neuen Stadt Kalbe (Milde). Für die eingeflossene Gemeinde wurde die Ortschaftsverfassung nach den §§ 86 ff. der Gemeindeordnung Sachsen-Anhalt eingeführt. Die aufgenommene Gemeinde Winkelstedt und künftigen Ortsteile Winkelstedt, Faulenhorst und Wustrewe wurden zur Ortschaft der neuen Stadt Kalbe (Milde). In der eingeflossenen Gemeinde und nunmehrigen Ortschaft Winkelstedt wurde ein Ortschaftsrat mit neun Mitgliedern einschließlich Ortsbürgermeister gebildet.
In der Ortschaft gibt es seit 2019 nur noch einen Ortsvorsteher, der einem stellvertretenden Ortsvorsteher haben kann.

### Einwohnerentwicklung
| Jahr | Einwohner |
| ---- | --------- |
| 1734 | 094       |
| 1774 | 113       |
| 1789 | 111       |
| 1798 | 109       |
| 1801 | 110       |
| 1818 | 080       |
| 1840 | 133       |
| 1864 | 157       |

| Jahr | Einwohner |
| ---- | --------- |
| 1871 | 171       |
| 1885 | 129       |
| 1892 | [0]139    |
| 1895 | 133       |
| 1900 | [0]146    |
| 1905 | 159       |
| 1910 | [0]168    |
| 1925 | 176       |

| Jahr | Einwohner |
| ---- | --------- |
| 1939 | 152       |
| 1946 | 259       |
| 1964 | 288       |
| 1971 | 279       |
| 1993 | 346       |
| 2006 | 302       |
| 2015 | 096       |
| 2016 | 099       |

| Jahr | Einwohner |
| ---- | --------- |
| 2017 | 101       |
| 2018 | 098       |
| 2020 | [00]096   |
| 2021 | [00]099   |
| 2022 | [0]098    |
| 2023 | [0]092    |

Quelle, wenn nicht angegeben, bis 2006 und 2015 bis 2018

## Religion
Die evangelische Kirchengemeinde Winkelstedt gehörte früher zur Pfarrei Kakerbeck und wird heute betreut vom Pfarrbereich Kalbe–Kakerbeck im Kirchenkreis Salzwedel im Bischofssprengel Magdeburg der Evangelischen Kirche in Mitteldeutschland. Die ältesten überlieferten Kirchenbücher für Winkelstedt stammen aus dem Jahre 1687.
Die katholischen Christen gehören zur Pfarrei St. Hildegard in Gardelegen im Dekanat Stendal im Bistum Magdeburg.

## Politik

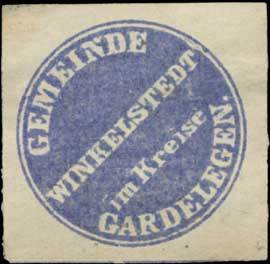
Siegelmarke der Gemeinde

### Ortsbürgermeisterin
Ingrid Bösener ist seit Juli 2019 Ortsbürgermeisterin der Ortschaft Winkelstedt. Sie wurde am 26. Mai 2019 bei der Ortsvorsteherwahl gewählt.
Bis 2019 war Marion Lansmann ehrenamtliche Ortsbürgermeisterin. Sie war auch letzte Bürgermeisterin der Gemeinde Winkelstedt.

### Ortschaftsrat
Die letzte Amtszeit des fünfköpfigen Ortschaftsrats endete Juni 2019.

## Kultur und Sehenswürdigkeiten

### Bauwerke
- Die evangelische Dorfkirche in Winkelstedt ist ein 1790 von Valentin von Alvensleben gestifteter kleiner Fachwerkbau.[24] Sie war eine Filialkirche von Kakerbeck.[16]
- Auf dem Kirchhof befindet sich der Ortsfriedhof.
- Eine Torscheune, ein Bauernhof und der Meilenstein stehen unter Denkmalschutz.[3]

### Denkmale
In Winkelstedt steht ein Denkmal für die Gefallenen des Ersten Weltkrieges, ein Findling auf einem Natursteinsockel. Ein weiteres Denkmal erinnert vermutlich an Kriegsteilnehmer des Feldzuges 1866 und 1870/71.

### Vereine
- Verein zum Erhalt der Kirche Winkelstedt e. V.

## Wirtschaft und Infrastruktur

### Verkehr
Es besteht eine Busanbindung nach Gardelegen, Salzwedel, Kalbe (Milde) und Klötze.